# Isopentano
L'isopentano è un alcano a cinque atomi di carbonio, con struttura ramificata.
A temperatura ambiente si presenta come un liquido incolore dall'odore caratteristico. È un composto estremamente volatile ed infiammabile a temperatura ambiente, pericoloso per l'ambiente, nocivo. In miscela con l'azoto serve a preparare miscele liquide che raggiungono i -160 °C.
Regolarmente, però, trova impiego nell'industria petrolchimica come intermedio di sintesi chimiche per solventi e prodotti farmaceutici.
Un suo derivato ossidato, l'acido isovalerianico, si trova sotto forma di esteri nella Valeriana officinalis in cui questi fungono da principi attivi spasmolitici e sedativi.